# Virgil Grissom
Virgil Ivan "Gus" Grissom (Mitchell, Indiana, 1926. április 3. – Cape Canaveral Air Force Station, Florida, 1967. január 27.) az Amerikai Egyesült Államok Légierejének pilótája.

## Életpálya
A második amerikai űrhajós, aki eljutott a világűrbe. 1944-től a légierő pilótája. F–86 Sabre repülőgépekkel több mint 100 küldetésen vett részt Koreában. Később repülőoktató volt Texasban. 1955 augusztusában a légierő technológiai intézetében az ohioi Wright-Patterson légibázison mérnöki képesítést szerzett. 1956 októberében elvégezte a tesztpilóta iskolát az Edwards légitámaszponton, 1957 májusában tesztpilótaként visszatért a Wright-Patterson légibázisra. 1958-ban egy sor fizikai és pszichológiai teszt után Grissom a Mercury-program űrhajóscsapatának tagjává vált hét másik űrhajóssal együtt.

## Űrrepülések
A Liberty Bell 7 (Mercury–Redstone–4) űrhajó pilótája volt a második amerikai szuborbitális repülésen. Az óceáni leszállás után az űrhajó belsejébe behatolt a víz, és a kapszulát már nem sikerült kimenteni helikopterrel. Grissom majdnem belefulladt az óceánba. A kapszula elsüllyedt, és csak évtizedek után, 1999. július 20-án hozták fel a felszínre.
A Gemini-program első repülésének, a Gemini–3-nak parancsnokává választották, miután az eredetileg tervezett Alan Shepard abban az időben nem repülhetett egy betegség miatt. A Gemini–6 tartalékszemélyzetének is tagja volt. Grissom az Apollo–1 parancsnokaként vett volna részt az Apollo-program első emberes repülésén. 1967. január 27-én egy gyakorlatozás közben azonban tüzet fogott az űrhajó belseje és Grissom két másik űrhajóssal (Edward White, Roger Chaffee) együtt életét vesztette. A NASA vezetői azt akarták, hogy a Mercury-program eredeti hét űrhajósainak egyike legyen az első holdraszálló, ezért ha Grissom élt volna, nagy esélye lett volna, hogy ő legyen az.

## Repülések
(zárójelben a repülés időszaka)
- Mercury Redstone-4 / Liberty Bell 7 (1961. július 21.)
- Gemini–3 (1965. március 23. – 1965. március 23.)

## Emlékezete
A Hold túlsó oldalán krátert neveztek el róla.